# Anni Friesingerová-Postmaová
Anna Christine „Anni“ Friesingerová-Postmaová (* 11. ledna 1977 Bad Reichenhall), rozená Friesingerová, je bývalá německá rychlobruslařka.
Na mezinárodních závodech se poprvé objevila v roce 1993, tehdy na mistrovství světa juniorů skončila na osmém místě. V následujících dvou letech již ale na tomto šampionátu získala stříbrné medaile a roku 1996 mistrovství vyhrála. Téhož roku debutovala na mistrovství světa na jednotlivých tratích, kde na dráze 1500 m dojela jako devátá, v závodě na 3 km byla čtvrtá. V roce 1997 získala na těchto distancích stříbrné medaile, na vícebojařském šampionátu se umístila na čtvrtém místě, čímž navázala na svůj výkon z roku 1994, kdy se umístila jako pátá. V následujících letech získávala další medaile jak na světových šampionátech, tak na mistrovstvích Evropy i olympijských hrách, umísťovala se i na předních příčkách světového poháru, jehož celkové pořadí vyhrála poprvé v sezóně 2000/2001 (jednalo se o distanci 1500 m). Jejím vrcholem byla zřejmě sezóna 2002/2003, kdy zvítězila na mistrovství Evropy a v závodech na 1000, 1500 a 3000 m na světovém šampionátu na jednotlivých tratích. Po této sezóně byla rovněž oceněna Cenou Oscara Mathisena. Navzdory problémům s kolenem operovaným v roce 2008 se zúčastnila i Zimních olympijských her 2010, kde se podílela na zlaté medaili německého týmu ve stíhacím závodě družstev, ačkoliv musela být ve finále nahrazena Katrin Mattscherodtovou. Po ZOH následovala další operace kolena a Friesingerová-Postmaová se v červenci 2010 rozhodla ukončit aktivní kariéru.
V srpnu 2009 se vdala za bývalého nizozemského rychlobruslaře Idse Postmu, přesně o dva roky později se jim narodila dcera.